# Jean-Claude Margolin
Jean-Claude Margolin est un philosophe français né le 27 mars 1923 à Paris et mort le 2 février 2013 dans cette même ville,. Il était spécialiste de l'Humanisme occidental en général et d’Érasme en particulier.

## Biographie

### Jeunesse et formation
Jean-Claude Margolin est le fils cadet d'un immigrant russe, venu d'Ukraine à Paris au début du XXe siècle, et d'une Vosgienne qui aide son époux à tenir une épicerie en gros. Le jeune Margolin fréquente une école primaire du quartier Saint-Victor, entre la Sorbonne et le Jardin des plantes et y obtient déjà d'excellents résultats. Cela lui permet d'intégrer le lycée Henri-IV de 1933 à 1939 et il obtient une mention très bien à la première partie du baccalauréat. Il s'inscrit à Louis-le-Grand en 1939 mais en raison de la débâcle de juin 1940, la famille s'enfuit à Toulouse pour échapper aux persécutions qui touchent les juifs,. Jean-Claude Margolin passe donc son baccalauréat de philosophie à Toulouse. Il prépare son concours d'entrée à l'ENS en khâgne avec pour professeurs Georges Canguilhem et Étienne Borne et c'est l'époque où il fait la rencontre de Simone Weil dont la spiritualité l'impressionne. Jean-Claude Margolin avait commencé à rédiger la première dissertation du concours d’entrée à Toulouse, mais des fonctionnaires de Vichy le firent sortir avec quelques camarades juifs, parce que seuls des aryens avaient le droit de se présenter au concours.
Jean-Claude Margolin s'engage alors comme agent de liaison dans les Forces françaises de l'intérieur (FFI) et contribue à la libération du territoire, de la vallée de l'Aude puis des cités de Limoux, Carcassonne et enfin Toulouse en août 1944,. Il intègre finalement l'ENS en 1945 dans la même promotion que Jacques Le Goff et Alain Peyrefitte puis obtient une licence de philosophie et enfin l'agrégation en 1949.

### Carrière
Margolin enseigne 12 ans en lycée mais reste au contact de l'élite philosophique française. Il est notamment fasciné par Gaston Bachelard auquel il consacrera un essai en 1974 ; mais la figure qui l'intéresse tout particulièrement est l'humaniste Érasme dont il donne une édition commentée de l'Éloge de la Folie dès 1954. S'ensuit une thèse sur le De pueris instituendis d'Érasme publiée en 1966. Durant toute sa vie il a écrit sur celui qu'il qualifiait de « précepteur de l’Europe » et a même entrepris une recension de toutes les études érasmiennes parues depuis 1936,. Prix Langlois de l’Académie française en 1967.
En 1974, il est nommé professeur titulaire de l'université de Tours, et élevé au rang de professeur émérite en 1991. Il y dirige le Centre d'études supérieures de la Renaissance de 1978 à 1982.
Margolin s'intéresse au-delà d'Érasme à la Renaissance tout entière. C'est ainsi qu'il publie contribue à Histoire de la rhétorique dans l'Europe moderne 1450-1950 en 1999 sous la direction de Marc Fumaroli et publie en 2007 Anthologie des humanistes européens de la Renaissance.

## Œuvres
- Érasme par lui-même, Le Seuil, coll. « Microcosme / Écrivains de toujours n°70 », 1965, 190 p.
- Gaston Bachelard, Le Seuil, coll. « Microcosme / Écrivains de toujours n°94 », 1974, 210 p. (ISBN 9782020000949, DOI 10.3917/lsrel.margo.1974.01)
- L'Humanisme en Europe au temps de la Renaissance, PUF, coll. « Que Sais-je? », 1981 (ISBN 2130370039)
- (en coll. avec Cl. Blum, A. Godin et Daniel Ménager) Erasme (textes choisis), Robert Laffont, coll. « Bouquins », 2000 (ISBN 9782221059166)
- Anthologie des humanistes européens de la Renaissance, Gallimard, coll. « Folio », 2007 (ISBN 9782070336715)
- Érasme et la Devotio moderna, Turnhout, Brepols, 2007 (réimpr. Musée de la Maison d'Erasme, 2010), 193 p. (ISBN 978-2-930414-20-1)